# Naturschutzgebiet Scholtenbusch
Koordinaten: 51° 34′ 16″ N, 6° 47′ 13″ O
Das Naturschutzgebiet Scholtenbusch liegt auf dem Gebiet der Stadt Dinslaken im Kreis Wesel in Nordrhein-Westfalen.
Das Gebiet erstreckt sich östlich der Kernstadt Dinslaken. Am nördlichen Rand des Gebietes fließt der Rotbach, am nordwestlichen Rand liegt der Rotbachsee. Östlich verläuft die A 3 und liegen die Naturschutzgebiete Im Fort westlich der Vellenfurth (57,0 ha) und Hiesfelder Wald (409,5 ha), nördlich erstreckt sich das 59,0 ha große Naturschutzgebiet Krummbeck.

## Bedeutung
Für Dinslaken ist seit 2009 ein rund 58,0 ha ha großes Gebiet unter der Kenn-Nummer WES-097 als Naturschutzgebiet ausgewiesen.